# Xinjie (socken i Kina, Guangxi)
Xinjie (kinesiska: 新街乡, 新街) är en socken i Kina. Den ligger i den autonoma regionen Guangxi, i den södra delen av landet, omkring 400 kilometer nordost om regionhuvudstaden Nanning. Antalet invånare är 33723. Befolkningen består av 15 592 kvinnor och 18 131 män. Barn under 15 år utgör 17,0 %, vuxna 15-64 år 69 %, och äldre över 65 år 13,0 %.
Genomsnittlig årsnederbörd är 2 015 millimeter. Den regnigaste månaden är april, med i genomsnitt 297 mm nederbörd, och den torraste är oktober, med 46 mm nederbörd.